# آکادمی آواز برلین

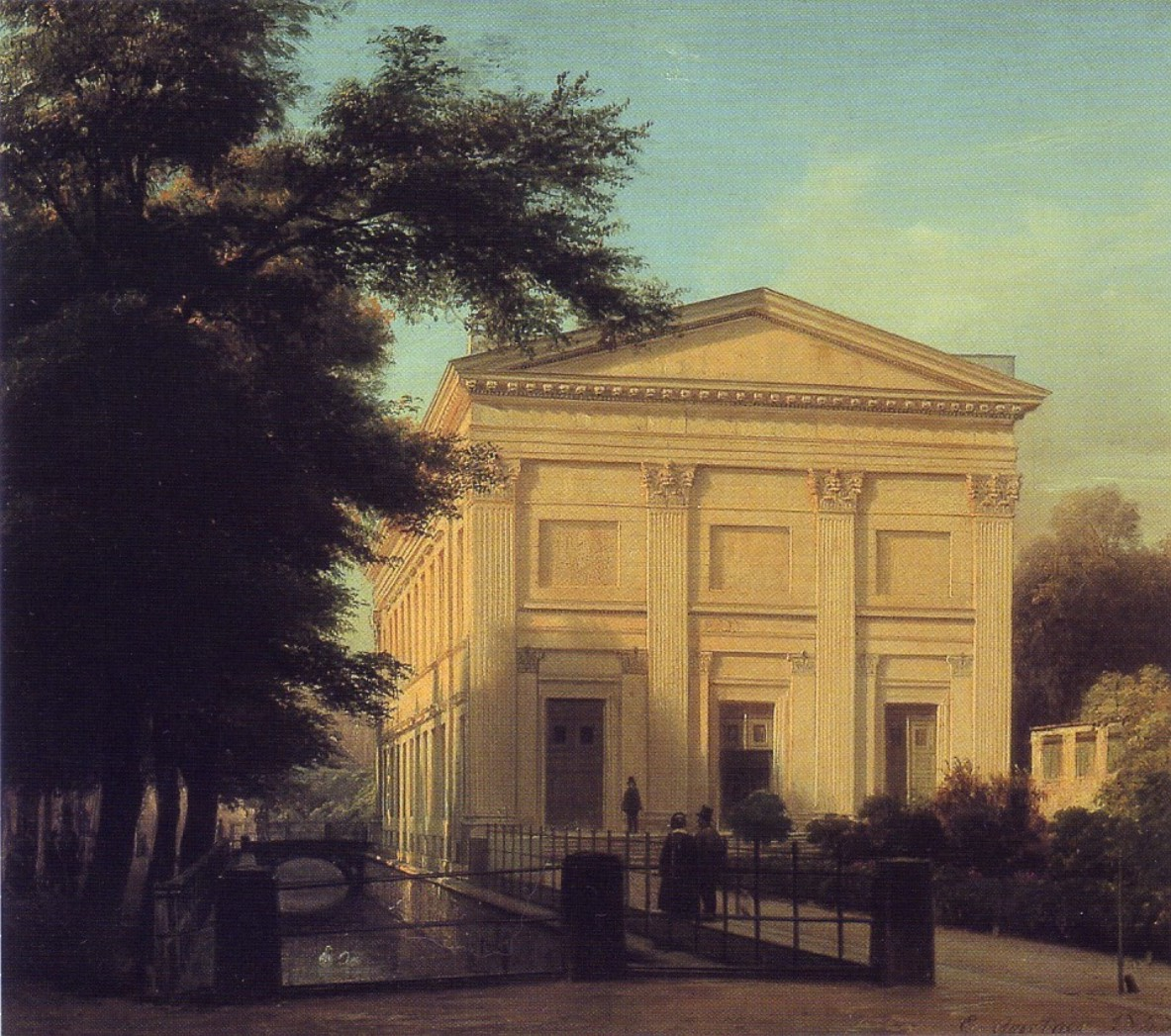
ساختمان آکادمی آواز برلین در سال ۱۸۴۳

آکادمی آواز برلین (آلمانی: Sing-Akademie zu Berlin) یک انجمن موسیقی (در اصل یک گروه کر) است که در سال ۱۷۹۱ توسط کارل فریدریش کریستیان فاش نوازندهٔ هارپسیکورد درلار پروس در شهر برلین پایه‌گذاری شد. این آکادمی با الهام از «آکادمی موسیقی کهن» برپا شد در ۱۷۲۶ در لندن بنیان نهاده شده بود. شارلوت کارولین ویلهلمین باخمان یکی از نخستین بنیان‌گذاران این مرکز هنری بود.
نخستین اثر اجراشده در این آکادمی، اجرا یک مَـس ۱۶ قسمتی از یوهان سباستیان باخ بود که رهبری آنرا خودِ فاش بر عهده داشت. فاش یکی از شاگردانِ پسر باخ کارل فیلیپ امانوئل باخ بود و در این مرکز هنری همواره آثاری را از یوهان سباستیان باخ اجرا می‌نمود. این آکادمی تا زمان مرگ فاش در ۳ اوت ۱۸۰۰ میلادی، حدود ۱۰۰ عضو داشت و آنچنان شهرتی به‌هم زده بود که بسیاری از هنرمندان و افراد سرشناس مایل بودند به این مکان بیایند و اجراهای آنها را از نزدیک ببینند؛ از جمله لودویگ فان بتهوون که در ژوئن ۱۷۹۶ به آنجا آمد.
پس از مرگ فاش، شاگردش کارل فریدریش تسلتر مدیریت آکادمی را به عهده گرفت و اهداف و آمال استادش را پی گرفت. در سال‌های آتی، هنرمندانی چون فلیکس مندلسون و فانی مندلسون به عضویت این آکادمی درآمدند و در آن فعالیت داشتند و بزرگانی چون نیکولو پاگانینی، روبرت شومان و یوهانس برامس در آن به اجرای برنامه پرداختند.
کارل فریدریش تسلتر مجموعه‌ای بی‌نظیر از دست‌نوشته‌های باخ و خانواده هنری او داشت که به این مرکز تقدیم کرده بود و طی جنگ جهانی دوم توسط ارتش سرخ غارت شد و به کنسرواتوار کی‌یف منتقل گردید. این مجموعه پس از کشف در سال ۲۰۰۰ بار دیگر به آلمان بازگردانده شد  و امروزه به امانت نزد کتابخانه دولتی برلین است.